# Barnabás Bese
Barnabás Bese (* 6. Mai 1994 in Budapest) ist ein ungarischer Fußballnationalspieler. Der Abwehrspieler kam am 4. Juni 2016 gegen Weltmeister Deutschland zu seinem ersten Einsatz für die ungarische Nationalmannschaft. Er steht beim ungarischen Erstligisten Újpest Budapest unter Vertrag.

## Karriere

### Verein
Bese spielte in seiner Jugend zunächst bei seinem Heimatverein Csepel SC, einem kleineren Budapester Verein. Mit 11 Jahren wechselte er zum ungarischen Rekordmeister Ferencváros Budapest. 2008 erfolgte dann im Alter von 14 Jahren der Wechsel in die Jugendabteilung des Ortsrivalen MTK Budapest. Bei diesem spielte er 2011 erstmals in der ersten Mannschaft, die in der Vorsaison in die zweite Liga abgestiegen war.
Er kam aber nur zu zwei Zweitligaeinsätzen und trug damit wenig dazu bei, dass MTK als Meister der Staffel West sofort wieder in die erste Liga zurückkehrte. Als Zweitligist erreichte MTK auch das Finale des ungarischen Fußballpokals, bei der Niederlage im Elfmeterschießen wurde er aber nicht berücksichtigt. In der Saison 2012/13 waren es dann schon 12 Erstligaspiele und als Vierter hatte MTK nichts mit dem Abstieg zu tun, verpasste aber die Qualifikation für die UEFA Europa League nur um einen Punkt. In der nächsten Spielzeit hatten sie zwar als Achte wieder nichts mit dem Abstieg zu tun, aber auch nichts mit dem Kampf um die Europaplätze. Immerhin erzielte er in 21 Spielen vier Tore. Im Pokal erreichte er mit MTK das Halbfinale, schied in diesem aber gegen den Lokalrivalen Újpest aus. 2014/15 wurde er nur in drei Ligaspielen nicht eingesetzt und als Dritte erreichten er und MTK die 1. Qualifikationsrunde zur UEFA Europa League 2015/16. In dieser scheiterte MTK aber am Vierten der serbischen Meisterschaft FK Vojvodina. In der Saison 2015/16 kam er in allen 33 Ligaspielen zum Einsatz und erreichte mit MTK als Vierter die 1. Qualifikationsrunde zur UEFA Europa League 2016/17. Im Pokal scheiterte MTK dagegen bereits wie im Vorjahr im Achtelfinale.
Nach der Fußball-Europameisterschaft 2016 gab sein ehemaliger Verein MTK Budapest FC bekannt, das Bese in die zweite Französische Liga zu Le Havre AC wechselt. Er unterschrieb dort einen Vertrag bis Juni 2020.
Nach Ablauf seines Vertrages mit dem Ende der Saison 2019/20 war Bese zunächst ohne Vertrag, bevor er Mitte August beim Aufsteiger in die Division 1A Oud-Heverlee Löwen einen Vertrag bis Sommer 2022 unterschrieb. Bese bestritt für Löwen in der Saison 2020/21 12 von 32 möglichen Ligaspielen sowie ein Pokalspiel. In der nächsten Saison waren es fünf von 21 möglichen Ligaspielen. Nachdem er die ersten vier Spiele der Saison bestritten hatten, stand er nicht mehr im Spieltagskader, bevor er beim letzten Spiel vor dem Jahreswechsel kurz vor Schluss eingewechselt wurde. Zum Jahreswechsel wurde sein Vertrag auf seinen Wunsch hin aufgelöst.
Mitte Februar 2022 unterschrieb er einen Vertrag beim ungarischen Verein Fehérvár FC. Er bestritt in der restlichen Saison 2022/23 9 von 12 möglichen Ligaspielen und ein Pokalspiel für Fehérvár. In der nächsten Saison waren es 16 von 33 möglichen Ligaspielen. Nach einer weiteren Saison mit 30 Ligaeinsätzen wechselte er zu Újpest Budapest.

### Nationalmannschaft
Bese nahm im September 2010 mit der U-17 an der ersten Qualifikationsrunde für die U-17-Fußball-Europameisterschaft 2011 teil, die die Ungarn als Gruppenzweiter überstanden. Im November 2012 nahm er dann mit der U-19 an der ersten Qualifikationsrunde für die U-19-Fußball-Europameisterschaft 2013 teil, bei der die Ungarn aber als Dritte ausschieden. Im Spiel gegen Andorra erzielte er mit dem Tor zum 3:0-Endstand sein erstes Länderspieltor. Mit der U-21 nahm er dann an der Qualifikation für die U-21-Fußball-Europameisterschaft 2015, bei der die Ungarn aber nur drei Spiele gewinnen konnten und als Gruppendritter ausschieden. Er kam in sieben von acht Spielen zum Einsatz – auch bei den drei Siegen – und konnte beim 4:1 gegen Bosnien-Herzegowina ein Tor erzielen. Er kam dann auch noch bei zwei Spielen in der Qualifikation für die U-21-Fußball-Europameisterschaft 2017 zum Einsatz, wobei er gegen Griechenland den 2:1-Siegtreffer erzielte.
Im März 2016 wurde er, nachdem sich Ungarn im November des Vorjahres erstmals seit 1972 wieder für eine EM-Endrunde qualifiziert hatte, erstmals zur A-Nationalmannschaft eingeladen, kam aber noch nicht zum Einsatz und spielte stattdessen noch ein Qualifikationsspiel mit der U-21. Am 9. Mai wurde er als einer von sechs ungarischen Spielern ohne A-Länderspiel in den vorläufigen EM-Kader berufen. Am 31. Mai wurde er dann als einziger Ungar ohne A-Länderspiel für den endgültigen Kader berücksichtigt. Vier Tage später kam er im letzten Testspiel bei der 0:2-Niederlage gegen Weltmeister Deutschland zu einem achtminütigen Kurzeinsatz und damit seinem ersten A-Länderspiel. Sein zweiter Länderspieleinsatz kam im letzten Spiel der Gruppenphase gegen Portugal. In der Halbzeit wurde er für den Torschützen zum zwischenzeitlichen 1:0 eingewechselt. Das torreichste Gruppenspiel der EM endete 3:3. Im Achtelfinale, in dem er nicht eingesetzt wurde, schied Ungarn aus. In den auf die EM folgenden Qualifikationsspielen für die WM 2018 kam er fünfmal zum Einsatz. Da die Ungarn bereits nach acht absolvierten Spielen keine Chance mehr hatten, sich für die WM zu qualifizieren, war eine WM-Teilnahme für ihn bisher nicht möglich.

## Erfolge
- Ungarischer Zweitliga-Meister der Staffel West 2011/12